# Glaucocharis comparella
Glaucocharis comparella là một loài bướm đêm trong họ Crambidae.